# Flemmie Kittrell
 Flemmie Pansy Kittrell (* 25. Dezember 1904 in Henderson, North Carolina, Vereinigte Staaten; † 3. Oktober 1980 in Washington, D.C., Vereinigte Staaten) war eine US-amerikanische Ernährungswissenschaftlerin und Hochschullehrerin. Sie war 1936 die erste Afroamerikanerin, die an der Cornell University promovierte und die erste afroamerikanische Frau, die in Hauswirtschaft promovierte.

## Leben und Werk
Kittrell war das achte von neun Kindern der Pächterfamilie James Kittrell und Alice Kittrell. Im Alter von 11 Jahren begann sie als Köchin und Dienstmädchen zu arbeiten und nutzte das Einkommen im Laufe der Jahre, um ihre Ausbildung zu finanzieren. 1919 schrieb sie sich am Hampton Institute ein, das später zur Hampton-Universität wurde. Sie erhielt 1928 ihren Bachelor of Science in Hauswirtschaft. Nach der Ermutigung ihrer Professoren studierte sie dann an der Cornell University in New York und erwarb 1930 ihren Master-Abschluss. 1938 promovierte sie dort mit Auszeichnung als erste afroamerikanische Frau in Ernährung. In ihrer Dissertation argumentierte sie, dass die Gesundheit afroamerikanischer Familien verbessert werden könne, wenn man sich auf die Säuglingsernährung und Erziehung der Eltern konzentriere.
Nach ihrem Abschluss 1928 unterrichtete sie kurz an einer High School, bevor sie nach ihrer Promotion 1938 Direktorin für Hauswirtschaft und Dekanin für Frauen am Bennett College in Greensboro (North Carolina) wurde. Während ihrer 12-jährigen Tätigkeit dort gründete sie einen Kindergarten, in dem Eltern geschult wurden und der Kinderbetreuung bot. 1940 begann sie als Dekanin für Frauen und Leiterin der Abteilung für Hauswirtschaft an der Hampton-Universität zu arbeiten. 1944 wurde sie Leiterin für Hauswirtschaft an der afroamerikanischen Howard University in Washington D.C.
1947 startete sie unter der Schirmherrschaft des US-Außenministeriums ein Forschungsprojekt in Liberia, um die Lebensbedingungen und Ernährungsbedingungen des Landes zu untersuchen. Ihre Ergebnisse bestätigten, dass 90 % der Bevölkerung an „verstecktem Hunger“ litten, der durch eine überwiegend aus Reis und Maniok bestehende Ernährung verursacht wurde. In einem Bericht an die liberianische Regierung empfahl sie den Ausbau der Fischereiindustrie und die Verfeinerung der Agrarindustrie, um die Nährstoffaufnahme auszugleichen.

First Lady Lady Bird Johnson besucht eine Head Start Klasse, 1966

1950 gründete sie als Fulbright-Stipendiatin eine Hauswirtschaftsschule und ein Ernährungsforschungsprogramm an der Maharaja Sayajirao University of Baroda in Vadodara in Indien. Im Laufe der nächsten Jahrzehnte besuchte sie Hawaii, Japan, Schweden und Länder in West- und Zentralafrika und arbeitete im Auftrag des Außenministeriums und von Regierungsbehörden, NGOs, Missionsgruppen und den Vereinten Nationen. In den 1960er Jahren war sie maßgeblich an der Entwicklung des Head-Start-Programms beteiligt, das einkommensschwachen Kindern und Familien umfassende frühkindliche Bildung, Ernährung und Elterneinbindung bietet.
Obwohl Kittrell 1972 offiziell in den Ruhestand ging, arbeitete und lehrte sie weiterhin von 1972 bis 1976 als Visiting Fellow an der Cornell University und 1977 als Senior Research Fellow am Moton Center in Hampton. Sie war Mitglied der American Association of University Women.
Kittrell starb 1980 im Alter von 75 Jahren in Washington D.C. an einem Herzinfarkt.

## Ehrungen und Auszeichnungen
- 1961: Ehrenrolle des National Council of Negro Women
- 1972: Leistungspreis der Cornell University
- 1974: Ehrendoktorwürde der University of North Carolina at Greensboro
- Hampton Alumni Award
- Die American Home Economics Association hat in ihrem Namen ein Stipendium ins Leben gerufen
- Die Cornell Graduate School hat die Turner Kittrell Medal of Honor für Alumni ins Leben gerufen. Die erste Auszeichnung erfolgte 2017[7]